# Naiktha Bainsová
Naiktha Bainsová (* 17. prosince 1997 Leeds) je britská profesionální tenistka, která do března 2019 reprezentovala Austrálii. Ve své dosavadní kariéře na okruhu WTA Tour nevyhrála žádný turnaj. V rámci okruhu ITF získala dva tituly ve dvouhře a devatenáct ve čtyřhře.
Na žebříčku WTA byla ve dvouhře nejvýše klasifikována v lednu 2020 na 199. místě a ve čtyřhře v září 2023 na 89. místě.

## Soukromý život
Narodila se roku 1997 v anglickém Leedsu. Otec Gurnake Bains, s paňdžábským jménem, se narodil v Indii a ve dvou letech s rodiči emigroval do Leedsu. Naiktha Bainsová se v osmi letech s rodiči přestěhovala z Anglie do Brisbane, s plánem reprezentovat Spojené království. Podle jejího vyjádření však nedostatek podpory ze strany britského tenisového svazu Lawn Tennis Association vedl k rozhodnutí hrát za Austrálii, s podporou Tennis Australia. V dubnu 2019 pak začala nastupovat za rodné Spojené království. Má britské i australské občanství.

## Tenisová kariéra
V rámci okruhu ITF debutovala v únoru 2012, když na turnaji v Milduře dotovaném 25 tisíci dolary postoupila z kvalifikace. V úvodním kole dvouhry podlehla nizozemské kvalifikantce Lesley Kerkhoveové ze čtvrté stovky žebříčku. Do první kvalifikace na okruhu WTA Tour nastoupila na lednovém Apia International Sydney, v jejímž úvodu nestačila na světovou jednaosmdesátku Ajumi Moritovou.
Grandslamovou premiéru prožila v ženském deblu Australian Open 2014, do něhož s krajankou Olivií Tjandramuliovou obdržely divokou kartu. V úvodním kole však nenašly recept na česko-německé turnajové čtrnáctky Záhlavovou-Strýcovou s Görgesovou. Odehrála tak první utkání v hlavní soutěži túry WTA. Na melbournském majoru získala také divokou kartu do kvalifikace ženské dvouhry. Časnou porážku utržila od Andrey Hlaváčkové z druhé světové stovky. Blízko k postupu do grandslamové dvouhry měla v kvalifikační soutěži Australian Open 2019, v níž přehrála Maddison Inglisovou a Kurumi Naraovou. V rozhodujícím duelu však podlehla Francouzce Jessice Ponchetové z poloviny třetí stovky klasifikace.
Dvouhru na okruhu WTA Tour si poprvé zahrála díky divoké kartě na travnatém Nature Valley Open 2019 v Nottinghamu poté, co začala reprezentovat Spojené království namísto Austrálie. V zahajovacím utkání získala jen tři gamy na nejvýše nasazenou světovou osmadvacítku Caroline Garciaovou. V kvalifikačním kole Livesport Prague Open 2021 vyřadila Terezu Valentovou. Na úvod pražského singlu ji vyřadila Belgičanka Ysaline Bonaventureová ve dvou setech.
Do čtyřhry Wimbledonu 2023 nastoupila s krajankou Maiou Lumsdenovou na divokou kartu.  
O postupu z prvního kola proti jedenáctým nasazeným Anně Daniliné a I-fan Süové rozhodly až ziskem tiebreaku ve druhé a supertiebreaku ve třetí sadě. Přes Slovenky Hrunčákovou a Mihalíkovou pak postoupily jako první ryze britský pár po 40 letech do čtvrtfinále wimbledonského debla. V něm jejich cestu soutěží zastavily turnajové trojky Storm Hunterová s Elise Mertensovou. Bodový zisk ji poprvé v kariéře posunul do elitní světové stovky deblového žebříčku WTA.

## Finále na okruhu WTA Tour
| Legenda            |
| ------------------ |
| Grand Slam (0)     |
| Turnaj mistryň (0) |
| WTA 1000 (0)       |
| WTA 500 (0)        |
| WTA 250 (0–1 Č)    |

### Čtyřhra: 1 (0–1)
| Stav       | č. | datum          | turnaj         | povrch     | spoluhráčka     | soupeřky ve finále                | výsledek |
| ---------- | -- | -------------- | -------------- | ---------- | --------------- | --------------------------------- | -------- |
| Finalistka | 1. | 21. dubna 2024 | Rouen, Francie | antuka (h) | Maia Lumsdenová | Tímea Babosová Irina Chromačovová | 3–6, 4–6 |

## Tituly na okruhu ITF
| Dotace turnajů okruhu ITF | Dotace turnajů okruhu ITF |
| ------------------------- | ------------------------- |
| 100 000 $ tournaments     | 80 000 $ tournaments      |
| 60 000 $ tournaments      | 40 000 $ tournaments      |
| 25 000 $ tournaments      | 15 000 $ tournaments      |

### Dvouhra (2 tituly)
| Č. | datum       | turnaj             | povrch | poražená finalistka | výsledek           |
| -- | ----------- | ------------------ | ------ | ------------------- | ------------------ |
| 1. | květen 2017 | Hammámet, Tunisko  | antuka | Natalija Kostićová  | 6–4, 6–2           |
| 2. | březen 2019 | Mildura, Austrálie | tráva  | Kaylah McPheeová    | 6–4, 6–7(5–7), 6–2 |

### Čtyřhra (19 titulů)
| Č.  | datum         | turnaj                         | povrch | spoluhráčka             | poražené finalistky                          | výsledek              |
| --- | ------------- | ------------------------------ | ------ | ----------------------- | -------------------------------------------- | --------------------- |
| 1.  | květen 2016   | Bol, Chorvatsko                | antuka | Dasha Ivanovová         | Marine Partaudová Laëtitia Sarrazinová       | 6–2, 4–6, [10–7]      |
| 2.  | květen 2016   | Bol, Chorvatsko                | antuka | Alexandra Morozovová    | Dasha Ivanovová Petra Krejsová               | 6–1, 2–6, [10–7]      |
| 3.  | září 2016     | Brisbane, Austrálie            | tvrdý  | Abigail Tere-Apisahová  | Julia Glušková Liou Fang-čou                 | 6–7(4–7), 6–2, [10–3] |
| 4.  | květen 2017   | Hammámet, Tunisko              | antuka | Chiara Grimmová         | Natalija Kostićová Jelena Simićová           | 4–6, 6–3, [10–4]      |
| 5.  | květen 2017   | Hammámet, Tunisko              | antuka | Tereza Mihalíková       | Francesca Bullaniová Veronica Napolitanová   | 4–6, 6–1, [10–5]      |
| 6.  | září 2017     | Penrith, Austrálie             | tvrdý  | Abigail Tere-Apisahová  | Tammi Pattersonová Olivia Rogowská           | 6–0, 7–5              |
| 7.  | září 2017     | Brisbane, Austrálie            | tvrdý  | Abigail Tere-Apisahová  | Jennifer Elieová Erika Semaová               | 6–4, 6–1              |
| 8.  | říjen 2017    | Cairns, Austrálie              | tvrdý  | Abigail Tere-Apisahová  | Astra Sharmaová Belinda Woolcocková          | 4–6, 6–2, [10–6]      |
| 9.  | duben 2018    | Pula, Itálie                   | antuka | Chiara Schollová        | Marie Benoîtová Sü Š'-lin                    | 6–4, 7–5              |
| 10. | duben 2018    | Pula, Itálie                   | antuka | Rosalie van der Hoeková | Viktorija Kanová Marija Zotovová             | 6–2, 6–2              |
| 11. | květen 2018   | Saint-Gaudens, Francie         | antuka | Francesca Di Lorenzová  | Manon Arcangioliová Sherazad Reixová         | 6–4, 1–6, [11–9]      |
| 12. | září 2018     | Cairns, Austrálie              | tvrdý  | Sü Š'-lin               | Erin Routliffeová Astra Sharmaová            | 6–1, 7–6(9–7)         |
| 13. | říjen 2019    | Brisbane, Austrálie            | tvrdý  | Destanee Aiavová        | Alison Baiová Paige Houriganová              | 6–3, 6–3              |
| 14. | květen 2022   | Nottingham, Spojené království | tvrdý  | Maia Lumsdenová         | Kimberly Birrellová Alexandra Osborneová     | 3–6, 7–6(8–6), [11–9] |
| 15. | červenec 2022 | Roehampton, Spojené království | tvrdý  | Maia Lumsdenová         | Lauryn John-Baptisteová Katarína Strešnáková | 6–1, 7–6(7–4)         |
| 16. | říjen 2022    | Cairns, Austrálie              | tvrdý  | Alexandra Bozovicová    | Destanee Aiavová Lisa Maysová                | 6–4, 6–4              |
| 17. | listopad 2022 | Traralgon, Austrálie           | tvrdý  | Alana Parnabyová        | Haruna Arakawová Nacuhó Arakawová            | 7–6(7–4), 6–2         |
| 18. | únor 2023     | Burnie, Austrálie              | tvrdý  | Destanee Aiavová        | Lily Faircloughová Olivia Gadecká            | 7–5, 6–3              |
| 19. | duben 2023    | Nottingham, Spojené království | tvrdý  | Maia Lumsdenová         | Ankita Rainová Rutudža Bhosaleová            | 6–1, 6–4              |